# Joan Armatrading
Joan Armatrading (* 9. prosince 1950 Basseterre) je britská zpěvačka. Narodila se v Karibiku (na ostrově Svatý Kryštof) jako třetí z šesti dětí jejích rodičů. Když jí byly tři roky, rodiče se odstěhovali s jejími dvěma staršími sourozenci do Birminghamu, zatímco ona byla poslána ke své babičce na ostrov Antigua. K rodičům se odstěhovala až ve svých sedmi letech, v roce 1958. Přibližně ve čtrnácti letech začala psát vlastní písně. Nejprve hrála na klavír, později na kytaru. Své první album, nazvané Whatever's for Us, vydala v roce 1972. Následovala řada dalších alb.

## Diskografie
- Whatever's for Us (1972)
- Back to the Night (1975)
- Joan Armatrading (1976)
- Show Some Emotion (1977)
- To the Limit (1978)
- How Cruel (EP; 1979)
- Steppin' Out (1979)
- Me Myself I (1980)
- Walk Under Ladders (1981)
- The Key (1983)
- Secret Secrets (1985)
- Sleight of Hand (1986)
- The Shouting Stage (1988)
- Hearts and Flowers (1990)
- Square the Circle (1992)
- What's Inside (1995)
- Lovers Speak (2003)
- Live: All the Way from America (2004)
- Into the Blues (2007)
- This Charming Life (2010)
- Live at Royal Albert Hall (2011)
- Starlight (2012)
- Tempest Songs (2016)
- Me Myself I World Tour (2016)
- Not Too Far Away (2018)
- Consequences (2021)